# はだか武兵
はだか武兵（はだかぶひょう、生没年不詳）は、江戸時代後期の中山道の駕籠かき。疫病の人々を救ったという中津川の伝説的な人物。武兵衛ともいう。

## 概要
中山道鵜沼宿の出身であるという
。中津川宿の茶屋坂というところに住んでいたが、年中、ふんどし一枚の裸で過ごしていたとされる。
ある夜、木曽街道の須原宿の神社で疫病神と同宿して、兄弟分の縁を結び、武兵が来れば疫病神が逃げていくという約束をしたという。以来、疫病の者のところへ武兵が来ると病が治り、これが評判になったとされる。
ある時、中山道の大湫宿で、江戸に向かう長州候の姫が医者も見放すような重い熱病を発したため、武兵を呼んだところ嘘のように全快し、一層評判を高めたという。
現在も、中津川市字上金往還上地内の旭が丘公園の中に、はだか武兵の祠が祀られている。

## ちんちん石
武兵の祠の前に置かれた舟形の石は、叩くと金属のようなチンチンという音がすることから「ちんちん石」と呼ばれ、自分の年の数だけ石を叩くと病気にならないといわれている。 